# Prybirsk
Prybirsk (ukrainisch Прибірськ; russisch Приборск Priborsk) ist ein Dorf im Norden der ukrainischen Oblast Kiew mit etwa 800 Einwohnern (2004).

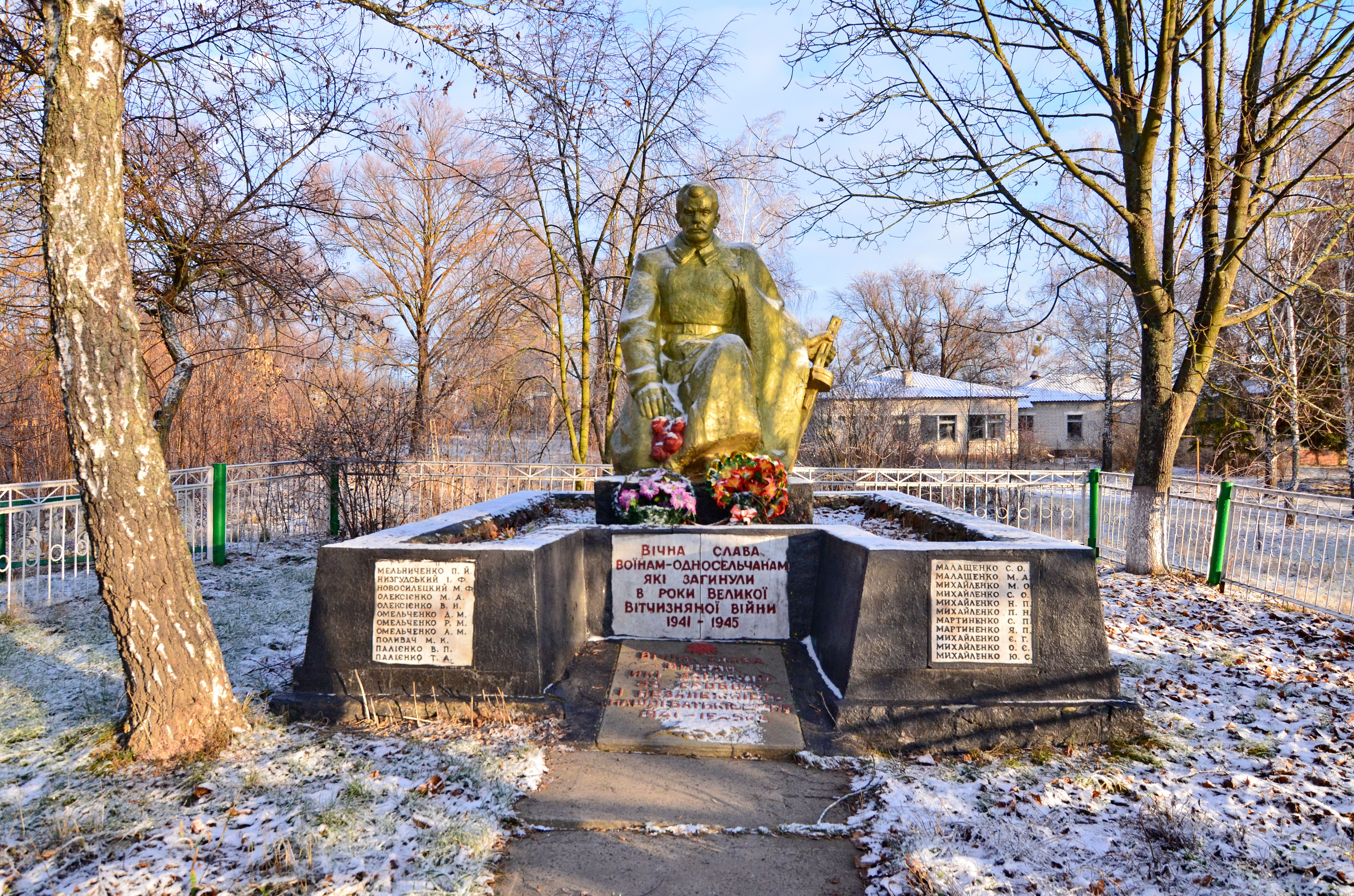
Denkmal im Ort

Das im Jahr 1600 gegründete Dorf liegt nahe an der Sperrzone von Tschernobyl am linken Ufer des Teteriw und an der Regionalstraße P–56. Das ehemalige Rajonzentrum Iwankiw liegt 15 km südwestlich und die Hauptstadt Kiew liegt etwa 100 km südöstlich der Ortschaft.
Am 12. Juni 2020 wurde das Dorf ein Teil der neugegründeten Siedlungsgemeinde Iwankiw, bis dahin bildete es zusammen mit dem Dorf Pyrohowytschi (Пироговичі) die gleichnamige Landratsgemeinde Prybirsk (Прибірська сільська рада/Prybirska silska rada) im Norden des Rajons Iwankiw.
Am 17. Juli 2020 kam es im Zuge einer großen Rajonsreform zum Anschluss des Rajonsgebietes an den Rajon Wyschhorod.